# Aleksandra z Potockich Potocka

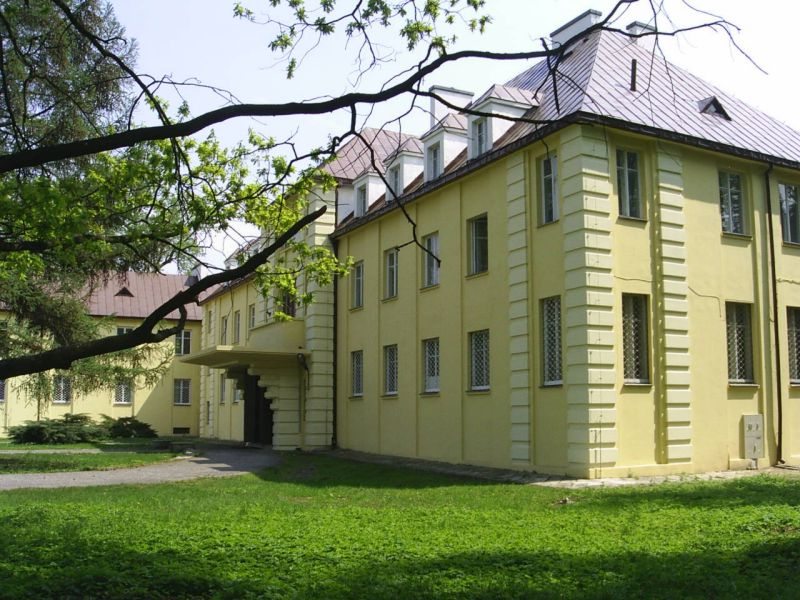
Pałac Potockich w Międzyrzecu Podlaskim

Aleksandra z Potockich Potocka herbu Pilawa (ur. 14 marca?/26 marca 1818 w Petersburgu, zm. 6 stycznia 1892 w Warszawie) – właścicielka dóbr wilanowskich, działaczka charytatywna, malarka.

## Życiorys
Była córką Stanisława Septyma Potockiego i Katarzyny z Branickich.
Osierocona w dzieciństwie, była wychowywana przez swoją ciotkę Zofię z Branickich Potocką. Około roku 1836 została damą dworu cesarskiego w Petersburgu, a w 1840 poślubiła Augusta Potockiego, właściciela Wilanowa. Wspólnie z mężem dbali o odnowienie rezydencji wilanowskiej i wzbogacenie tamtejszych zbiorów sztuki. W latach 1857–1870 polecili przebudować w stylu neorenesansowym według projektu Henryka Marconiego kościół parafialny w Wilanowie.
Wspierała finansowo akcje Warszawskiego Towarzystwa Dobroczynności. Opracowała Rodowód Pilawitów Potockich w męskim pogłowiu z opuszczeniem niewiast i linii wygasłych od Macieja aż do 15 stycznia 1879 żyjących (Kraków 1879). Wspierała finansowo wydanie tzw. Albumu wilanowskiego. Była członkiem trzeciego zakonu św. Franciszka pod imieniem Salomei.
Podobno w czasie remontu pałacu w latach siedemdziesiątych XIX wieku kazała usunąć ze ścian galerii południowej freski skąpo odzianych muz. Miała osobiście spalić pochodzące ze zbiorów Szczęsnego Potockiego ryciny i książki, które uznała za obsceniczne.
Została pochowana w kaplicy kościoła wilanowskiego nad kryptą Potockich. Wilanów przekazała w testamencie Ksaweremu Branickiemu, mężowi Anny Potockiej z Krzeszowic. Dobra Międzyrzec przekazała Potockim z Krzeszowic, a utworzoną przez siebie ordynację teplicką Konstantemu Józefowi Potockiemu.